# Фокусно разстояние
Фокусното разстояние f на лещите е разстоянието между главната равнина на една леща или на едно сферично огледало до фокуса им.
- При една изпъкнала (събирателна) леща, един падащ паралелен сноп лъчи се концентрира към лежащият след нея фокус (първа фигура вдясно)
- При една вдлъбната (разсейвателна) леща фокусът лежи преди лещата и един паралелен поток лъчи се разсейва по такъв начин, че изглежда все едно тези лъчи излизат от този фокус (втора фигура)
- При едно вдлъбната огледало един паралелно падащ поток лъчи се концентрира в един фокус намиращ се пред огледалото. (третата фигура)
- При едно изпъкнало огледало един паралелно падащ поток лъчи се разсейва по такъв начин, че изглежда все едно излизат от лежащия зад огледалото фокус (четвърта фигура).

При събирателните лещи и вдлъбнатите огледала фокусното разстояние се определя с положителна стойност, а при разсейвателните лещи и изпъкналите огледала с отрицателна стойност.
Фокусното разстояние се определя от формулата:
{\displaystyle {\frac {1}{f}}=\left({\frac {n_{2}}{n_{1}}}-1\right)\left({\frac {1}{R_{1}}}-{\frac {1}{R_{2}}}\right)},
където:
- f – фокусно разстояние на лещата;
- n2 – показател на пречупване на светлината на границата между средата и лещата;
- n1 – показател на пречупване на светлината на границата между лещата и средата;
- R1 – радиус на предната кривина на лещата;
- R2 – радиус на задната кривина на лещата.